# 1re cérémonie des Central Ohio Film Critics Association Awards
La 1re cérémonie des Central Ohio Film Critics Association Awards, décernés par la Central Ohio Film Critics Association, a eu lieu le 4 février 2003, et a récompensé les films réalisés l'année précédente.

## Palmarès

### Top 10 des meilleurs films
1. Punch-Drunk Love
2. Adaptation.
3. Loin du Paradis (Far from Heaven)
4. Gangs of New York
5. Le Seigneur des anneaux : Les Deux Tours (The Lord of the Rings: The Two Towers)
6. Solaris
7. Monsieur Schmidt (About Schmidt)
8. Atanarjuat (ᐊᑕᓈᕐᔪᐊᑦ)
9. Le Pianiste (The Pianist)
10. Les Sentiers de la perdition (Road to Perdition)

### Meilleur réalisateur
- Paul Thomas Anderson – Punch-Drunk Love
  - Todd Haynes – Loin du Paradis (Far from Heaven)

### Meilleur acteur
- Daniel Day-Lewis pour le rôle de Bill le Boucher dans Gangs of New York
  - Jack Nicholson pour le rôle de Warren Schmidt dans Monsieur Schmidt (About Schmidt)

### Meilleure actrice
- Maggie Gyllenhaal pour le rôle de Lee Holloway dans La Secrétaire (Secretary)
  - Julianne Moore pour le rôle de Cathy Whitaker dans Loin du Paradis (Far from Heaven)

### Meilleur acteur dans un second rôle
- Chris Cooper pour le rôle de John Laroche dans Adaptation.
  - John C. Reilly pour le rôle d'Amos Hart dans Chicago

### Meilleure actrice dans un second rôle
- Emily Mortimer pour le rôle d'Elizabeth Marks dans Lovely & Amazing
  - Kathy Bates pour le rôle de Roberta Hertzel dans Monsieur Schmidt (About Schmidt)

### Meilleur scénario original
- Punch-Drunk Love – Paul Thomas Anderson
  - Loin du Paradis (Far from Heaven) – Todd Haynes

### Meilleur scénario adapté
- Adaptation. – Charlie Kaufman
  - Monsieur Schmidt (About Schmidt) – Jim Taylor et Alexander Payne

### Meilleure photographie
- Le Seigneur des anneaux : Les Deux Tours (The Lord of the Rings: The Two Towers) – Andrew Lesnie
  - Loin du Paradis (Far from Heaven) – Edward Lachman

### Meilleure musique de film
- La 25e Heure (25th Hour) – Terence Blanchard
  - Loin du Paradis (Far from Heaven) – Elmer Bernstein

### Meilleur film en langue étrangère
- Atanarjuat (ᐊᑕᓈᕐᔪᐊᑦ) •  Canada
  - Y tu mamá también •  Mexique

### Meilleur film documentaire
- Bowling for Columbine
  - The Kid Stays in the Picture